# Ciencia goetheana
Se denomina ciencia goetheana, y en ocasiones, ciencia goetheana-steineriana al pensamiento científico o pseudocientífico, según se considere, de Johann Wolfgang von Goethe. Aunque principalmente se le conoce como figura literaria, realizó investigaciones en morfología, anatomía, y óptica, y también desarrolló una aproximación fenomenológica a la ciencia y el conocimiento en general. 
En 1772 escribió el ensayo El experimento como mediador entre el sujeto y el objeto, en el que Goethe desarrolló una filosofía de la ciencia original, que empleó en sus investigaciones. Los trabajos científicos de Goethe incluyen su obra Metamorfosis de las plantas escrita en 1790, y su libro de 1810 titulado Teoría de los colores. El trabajo de Goethe en óptica y su polémica contra la teoría óptica newtoniana que prevalecía en su época fue mal acogida por la comunidad científica contemporánea.
Arthur Schopenhauer continuó con las investigaciones de Goethe sobre óptica utilizando una metodología distinta en su obra Sobre la visión y los colores.
El místico y autoridad académica del siglo XX, Rudolf Steiner, discutió el enfoque goethiano en varios libros, entre los que están La ciencia goetheana (1883–1897) y Teoría del conocimiento implícita en la cosmovisión goetheana (1886). Los seguidores de Steiner, Oskar Schmiedel y Wilhelm Pelikan efectuaron investigaciones científicas empleando la interpretación goetheana de la ciencia. 
Ludwig Wittgenstein publicó su discusión sobre la Teoría de los colores de Goethe bajo el título  Bemerkungen über die Farben (Apreciaciones sobre los colores)
La visión de Goethe de la ciencia holística inspiró al biólogo e investigador paranormal Rupert Sheldrake.
El filósofo estadounidense Walter Kaufmann afirmó que el psicoanálisis de Sigmund Freud es una ciencia poética en el sentido goetheano.
En 1998, David Seamon y Arthur Zajonc escribieron el ensayo Goethe's way of science: a phenomenology of nature.